# مديرية التعزية

تعديل مصدري - تعديل

مديرية التعزية إحدى مديريات محافظة تعز. بلغ عدد سكانها 198169 نسمة عام 2004.
تقع في الجزء الشمالي من محافظة تعز.

## الحدود
- شمالها : محافظة إب
- جنوبها: مدينة تعز
- شرقها: مديرية ماوية
- غربها: مديرية شرعب السلام والرونة، وجزء من مديرية مقبنة.
- المساحة: 581.3 كم2
- السكان: 198.772 نسمة
- الكثافة السكانية: 342/ كم2

## التقسيم الإداري
تتكون إدارياً من (20) عزلة متباينة المساحة والسكان، حيث تعتبر عزلة الجندية العليا أكبر عزل المديرية بمساحة (91) كم2. كما أنها الأكثر سكاناً (27.437) نسمة حسب تعداد ديسمبر 2004م وفيها 21 قرية، 17 محلة.
وبقية العزل هي : الشعبانية السفلى (12 قرية و19محلة)، الشعبانية العليا (7 قرى، 17 محلة)، الأصرار (7 قرى، 17 محلة)، الاعمور (8 قرى، 12 محلة)، الجندية السفلى (12 قرية، 23 محلة)، الحيمة السفلى (4 قرى، 18 محلة)، الحيمة العليا (5 قرى، 14 محلة)، الزواقر (5 قرى، 26 محلة)، المسنح (3 قرى، 5 محلات)، الهشمة (17 قرية، 40 محلة)، الاجعود (3 قرى، 28 محلة)، قياض (5 قرى، 29 محلة)، الجعدي (قرية واحدة، 10 محلات)، مخلاف أسفل الحصين (6 قرى، 71 محلة)، القصيبة (14 قرية، 4 محلات)، الشحنة (4 قرى، 46 محلة)، الدعيسة (7 قرى، 45 محلة)، حذران (6 قرى، 46 محلة)، الربيعي (13 قرية، 39 محلة).
- المواقع والمزارات الأثرية والتاريخية والسياحية:

يوجد بها العديد من المواقع الأثرية المشهورة تاريخياً مثل : (جامع الجند) الذي بني في عصر الصحابي الجليل معاذ بن جبل عام 6هـ (627م) عندما بعثه الرسول الأعظم (ص) إلى اليمن، ويقع الجامع في عزلة الجندية السفلى، ويعتبر من أهم المزارات في المحافظة، حيث تُنظَم له زيارات سنوية في أول جمعة من رجب.
كما توجد بعض الحصون التاريخية القديمة في عزلتي الحيمة العليا والمسنح، وهناك عدد من المواقع التاريخية والأثرية الأخرى.
- الأنشطة الاقتصادية للسكان:

معظم سكان المديرية يعملون في الزراعة الموسمية التي تعتمد على الأمطار، وفي زراعة القات وتسويقه، وبعضهم يعملون في الوظائف العامة والخاصة، وممارسة الحرف اليدوية مثل استخراج الأحجار من المقاطع الموجودة في بعض العزل، وكذا ممارسة النشاط التجاري في مدينة تعز.
- المقومات الاقتصادية للمديرية :

أولا : الإنتاج الزراعي : - الحبوب : تزرع الذرة الرفيعة بأنواعها (البيضاء، الحمراء، الصفراء). كما يتم إنتاج الدخن بكميات متوسطة، وذلك في معظم عزل المديرية، وتعتمد زراعة هذه الأنواع على مياه الأمطار، وكذلك يتم اناتاج الذرة الشامية بكميات قليلة، وتعتمد زراعتها على مياه الآبار والغيول بدرجة رئيسية.
- الخضروات : تزرع الطماطم - البطاطا – الكوسا- الفجل- الكراث- والبسباس في بعض العزل مثل عزلة الجندية السفلى، الزواقر حذران، الشحنة، الربيعي، الشعبانية السفلى، الحيمة العليا.
ويتم إنتاج معظم هذه الأنواع بكميات متوسطة يتم تسويقها في مدينة [تعز].
- الفواكة : يزرع عَمْب الفلفل (الباباي) بكميات لا بأس بها. وكذا الجوافة بكميات قليلة.
ثانياً : الرعي وتربية الحيوانات : تربى في المديرية الأغنام بكميات متوسطة، والأبقار، والإبل في بعض العزل.
ثالثاًُ : تربية الدواجن والنحل : توجد في المديرية مزارع حديثة لتربية الدواجن اللاحمة. كما يتم تربية النحل بكميات قليلة في عزل الجندية، الاجعو، الحيمة السفلى، الحيمة العليا، الاعمور. وتنتج هذه المناحل كميات قليلة من العسل يستهلك محلياً ويسوق الفائض إلى عاصمة المحافظة.
الموقع الرسمي لمحافظة تعز